# Napa (banda)
Napa, anteriormente conocida como Men On The Couch, es una banda portuguesa de indie pop e indie rock formada en Madeira en 2013. La banda está compuesta por Francisco Sousa (guitarra), João Guilherme Gomes (voz y guitarra), João Rodrigues (batería), Diogo Góis (bajo) y João Lourenço Gomes (piano).

## Historia
Formado en 2013 en Funchal bajo el nombre de Men On The Couch, Napa, un grupo de chicos fans de Red Hot Chili Peppers y The Beatles, comenzó sus composiciones en inglés, hasta que, en 2019, todavía bajo el nombre de Men On The Couch, lanzaron su primer álbum, Common Sense, grabado en BlackSheep Studios, en Sintra. El proyecto se financió a través de una campaña de crowdfunding, que recaudó 3.528 € sin apoyo de discográficas.
El 26 de mayo de 2023, lanzaron su segundo álbum, Logo Se Vê . El álbum, compuesto por once canciones, contó con la participación de un cuarteto de cuerdas, un trío de vientos, un coro y una sección de percusión. Además, incluyó colaboraciones vocales con Beatriz Pessoa, en el tema Gigantes, y con Silly, en Assim, Sem Fim.
En 2024, Napa realizó su primera gira nacional, agotando entradas en varios recintos de norte a sur del país. Para cerrar el año, lanzaron la película del concierto O Mundo Continua a Girar, grabada durante dos noches con entradas agotadas en el Teatro Maria Matos, en formato "Big Band".
En 2025, fueron ganadores del Festival RTP da Cançao 2025 con la canción Deslocado, que formó parte de la segunda semifinal de la competencia. La canción es una oda a los orígenes madeirenses de la banda, que refleja la experiencia de los miembros de vivir "desplazados" en el continente portugués. Finalmente, ganaron la competición tras quedar en cuarta posición por parte del jurado y segunda del televoto, y se convirtieron en los representantes de Portugal en el Festival de la Canción de Eurovisión 2025, celebrado en Basilea, Suiza. Allí, acabaron en la 21.ª posición, con 50 puntos en total: 37 del jurado y 13 del televoto.

## Discografía
- Se Eu Morresse Amanhã (Sencillo, 12 de junio de 2019)
- Senso Comum (LP, 11 de octubre de 2019)
- Assim, Sem Fim (Sencillo, 10 de abril de 2023)
- Luz do Túnel (Sencillo, 19 de mayo de 2023)
- Logo Se Vê (LP, 26 de mayo de 2023)

## Actuaciones en directo
- Summer Opening 2017, Funchal - 22 de julio de 2017
- Barreirinha Bar Café, Funchal - 30 de diciembre de 2017[9]
- Museu Café, Funchal - 1 de agosto de 2018
- Arraial ESCSito, Lisboa - 12 de octubre de 2018[10]
- Barreirinha Bar Café, Funchal - 29 de diciembre de 2018
- Summer Opening 2019, Funchal - 20 de julio de 2019[11]
- Festival Maktubsoundsgood, Câmara de Lobos - 4 de mayo de 2019
- Sabotage Club, Lisboa - 24 de octubre de 2019
- Praça do Povo, Funchal - 28 de diciembre de 2019[12]
- Musibox, Lisboa - 7 de marzo de 2020[11]
- RHI 2020, Culturgest (Fundação CGD) - 24 de septiembre de 2020
- Fica na Cidade, Funchal - 16 de abril de 2021
- Museu da Imprensa, Câmara de Lobos - 23 de julio de 2021
- Avenida Arriaga, Funchal - 1 de septiembre de 2021
- X FMUP Music Fest, Porto - 30 de septiembre de 2021
- Casa do Capitão, Lisboa - 21 de octubre de 2021[13]
- Feira do Livro do Funchal, 14 de noviembre de 2021[14]
- Titanic sur Mer, Lisboa - 18 de diciembre de 2021[11]
- Termómetro 2021, Castelo Branco - 19 de diciembre de 2021[11]
- Barreirinha Bar Café, Funchal - 28 de diciembre de 2021
- EKTA x Safra, Lisboa - 26 de marzo de 2022
- Festival New Generations, Funchal - 14 de mayo de 2022[15]
- Barreirinha Bar Café, Funchal - 28 de diciembre de 2022
- Feira do Livro do Funchal, Funchal - 26 de marzo de 2023[16]
- Musicbox, Lisboa - 7 y 8 de junio de 2023[17]
- Sala M.Ou.Co, Porto - 7 de julio de 2023[11]
- Summer Opening 2023, Funchal - 21 de julio de 2023[17]
- Festival Altear, Porto Santo - 11 de agosto de 2023[17]
- MIL Lisboa 2023, Lisboa - 29 de septiembre de 2023[11]
- XII FMUP Music Fest, Porto - 9 de noviembre de 2023
- Barreirinha Bar Café, Funchal - 28 de diciembre de 2023
- Feira do Livro do Funchal, Funchal - 1 de marzo de 2024[18]
- Atlas Music Festival, Funchal - 2 de marzo de 2024
- Salão Brazil, Coimbra - 12 de abril de 2024[11]
- Lustre, Braga - 13 de abril de 2024[11]
- Arraial Santana, Lisboa - 19 de abril de 2024
- Maus Hábitos, Porto - 26 de abril de 2024[11]
- Enterro'24, Aveiro - 3 de mayo de 2024
- Teatro Maria de Matos, Lisboa - 21 y 22 de mayo de 2024[11]
- Centro de Artes de Sines, Sines - 25 de mayo de 2024
- Musa Marvila, Lisboa - 29 de mayo de 2024
- FNAC Live, Belém - 1 de junio de 2024[19]
- Semana da Juventude, Câmara de Lobos - 31 de julio de 2024[20]
- Festival Kulverão, Cinfães - 14 de agosto de 2024[21]
- Sol da Caparica Festival, Caparica - 15 de agosto de 2024[22]
- Festival Algazarra, Porto Santo - 16 de agosto de 2024[23]
- Absurda Art Fest 2024, Arcos de Valdevez - 31 de agosto de 2024[11]
- Aprochega-te, Funchal - 7 de septiembre de 2024[24]
- Arraial do IST, Lisboa - 13 de septiembre de 2024[11]
- Musicbox, Lisboa - 3 e 4 de octubre de 2024[11]
- Hardclub, Porto - 10 de octubre de 2024[11]
- Barreirinha Bar Café, Funchal - 28 de diciembre de 2024[25]